# Pat Bay Air
Pat Bay Air — невелика канадська авіакомпанія зі штаб-квартирою в Сіднеї (Британська Колумбія), виконує чартерні пасажирські та вантажні перевезення з терміналу для гідролітаків Вікторія-Харбор, що є частиною Міжнародного аеропорту Вікторія.
Pat Bay Air є однією з двох авіакомпаній, що працюють на гідролітаках з району Вікторії.

## Маршрути
Основні напрямки перевезень Pat Bay Air являють собою рейси з Міжнародного аеропорту Вікторія (термінал для гідролітаків) в Аеропорт Вікторія Іннер-Харбор, Міжнародний аеропорт Ванкувер, Галф-Айлендс, Ковічан-Бей та інші райони острова Ванкувер. Компанія також надає послуги з організації екскурсійних маршрутів з Ковічан-Бей і Патрісія-Бей.

## Флот
- de Havilland Canada DHC-2 Beaver
- Cessna 172
- Cessna 185

## Галерея

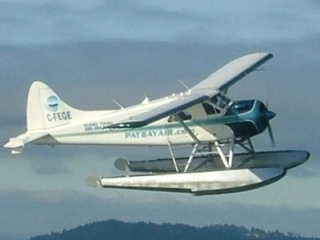
de Havilland Canada Beaver авіакомпанії Pat Bay Air
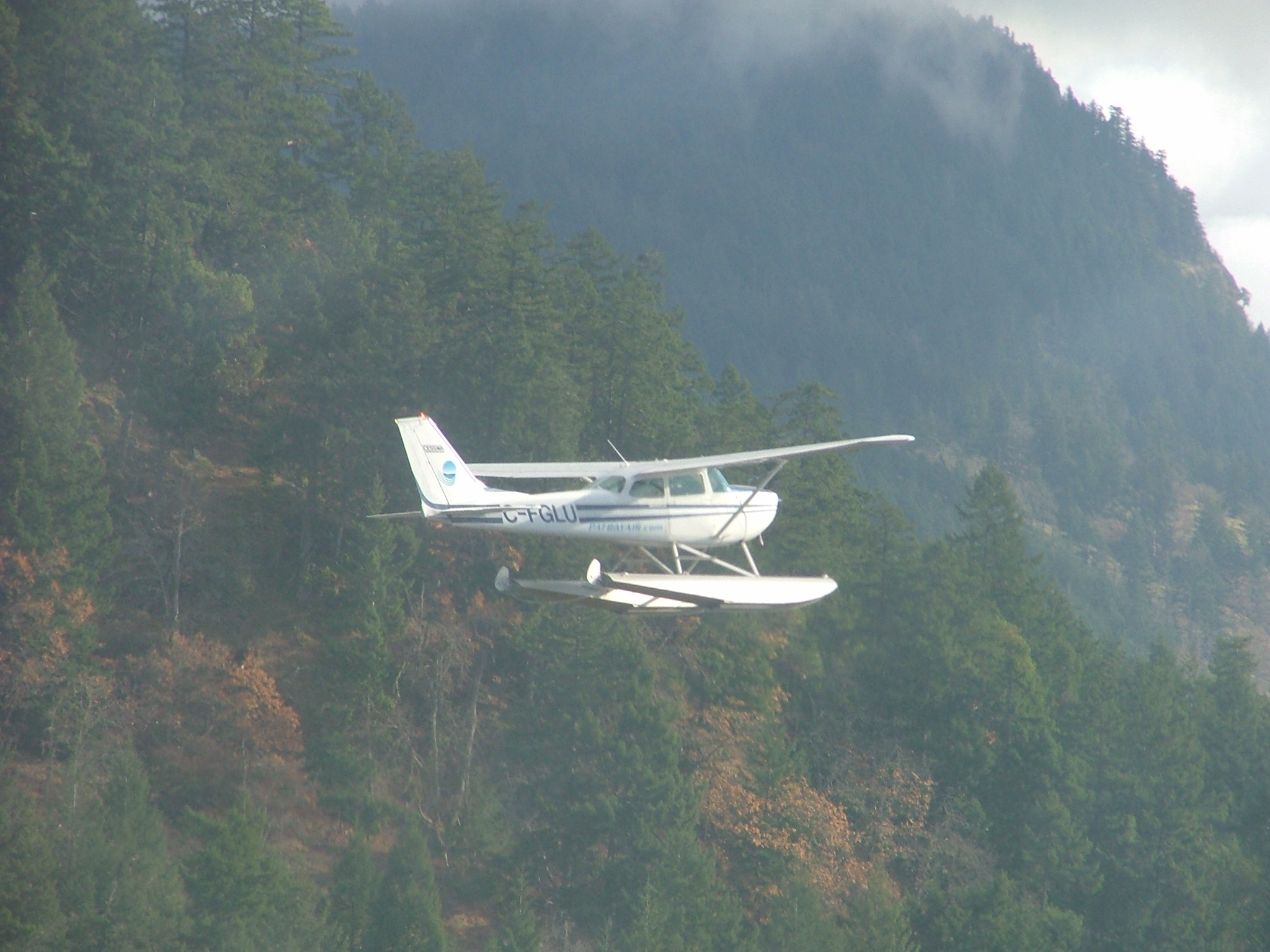
Cessna 172 Pat Bay Air
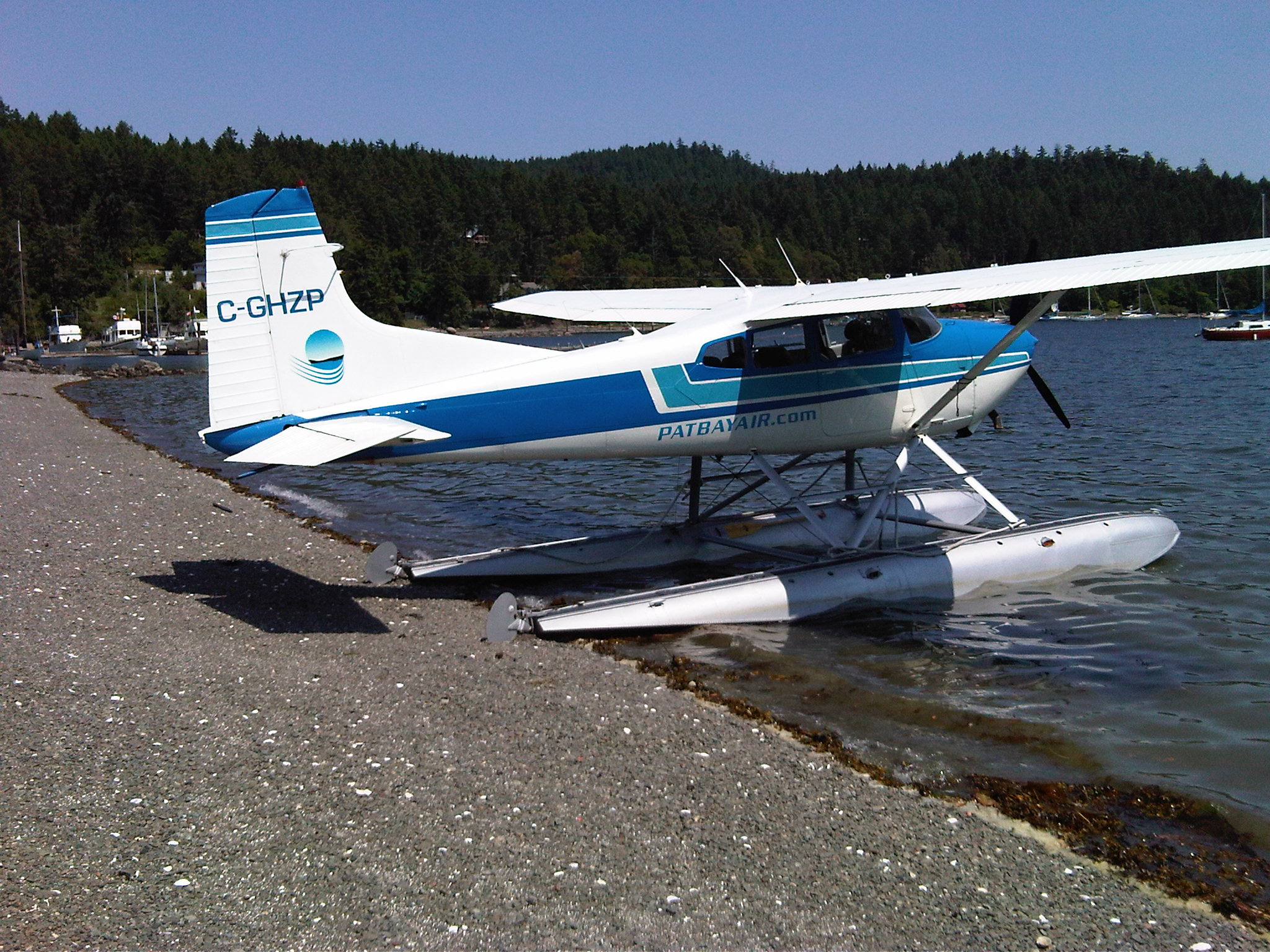
Cessna 185 Pat Bay Air